# Gotse Deltchev (obchtina)
Gotse Deltchev (en bulgare : Гоце Делчев) est une obchtina de l'oblast de Blagoevgrad en Bulgarie.

## Articles liés
- Réserve naturelle Orelyak, situé dans la municipalité.